# Chi ti ha dato la patente? (programma della BBC)
Chi ti ha dato la patente? (Barely Legal Drivers) era un programma televisivo della BBC prodotto tra il 2013 e il 2014, trasmesso in Italia da DMAX.
L'obiettivo del programma è seguire le abitudini di guida dei ragazzi inglesi, a loro insaputa. I genitori seguono tutti i loro spostamenti insieme a un'ex agente della polizia. A fine settimana, in base allo stile di guida, i ragazzi possono vincere una macchina oppure un corso di guida avanzato.

## Concetto
Gli adolescenti sono invitati a credere di dover filmare un cortometraggio sullo stile di vita di un teenager moderno, ma in realtà sono lì per essere giudicati sul loro metodo di guida. Ogni partecipante compie 3 viaggi; ogni ragazzo verrà giudicato su ogni viaggio dai propri genitori, da un'ex agente del traffico, Judith Roberts, e un istruttore di guida, John Lepine MBE (seconda serie). Alla fine dei viaggi l'ex agente giudica la loro prestazione; se dimostrano di essere dei bravi autisti, verranno ricompensati con una somma di denaro per l'acquisto di una macchina, altrimenti dovranno seguire un corso di guida avanzato.

## Controversie
Dopo la messa in onda della prima serie la polizia ha iniziato a indagare lo show a causa dei reati di guida scioccanti commessi dagli adolescenti nel programma. Più di 300 spettatori si sono lamentati del comportamento mostrato e la polizia sta esaminando se i partecipanti devono essere perseguiti per il loro scorretto stile di guida..
Una partecipante ha detto che è stata truffata nel ritenere che lei stesse filmando una serie TV simile a The Only Way Is Essex ma è rimasta sconvolta per essere stata ripresa per un programma in cui si valutava la propria abilità nella guida.